# Sergi Unanue
Sergi González Unanue (Puigcerdà, 1993), més conegut com Sergi Unanue, o també com Walliver pel nom del seu projecte a les xarxes socials, és un periodista i viatger català.

## Trajectòria
Periodista i redactor de Betevé i de VilaWeb a Barcelona, i resident a Banyoles, el juliol del 2018 va començar un viatge amb només una motxilla a l'esquena, fent autoestop, sense un destí predeterminat ni bitllet de tornada, sense pujar en un sol avió i amb una despesa que no superava els deu euros diaris. Durant els primers trenta dies viatjà per França, els Països Baixos, Bèlgica, Alemanya, Polònia i Lituània. Més endavant, travessà Rússia, Mongòlia, la Xina i el Nepal. «Els viatges de Walliver» és el títol que adoptà el projecte a les xarxes socials.
Mentre era al Nepal es retrobà amb un altre viatger solitari, Daniel Benedicto, a qui havia conegut un any abans, i amb qui aleshores va decidir ajuntar-se per a realitzar una nova experiència considerada perillosa per a fer sense companyia: el Gran Camí de l'Himàlaia: una ruta a peu de 1.800 quilòmetres que creua per la banda del Nepal tot el massís, format per vuit dels catorze pics de 8.000 metres del món. En el registre oficial d'aquesta ruta només hi havia 100 persones registrades, de les quals Unanue i Benedicto foren els primers catalans i, amb vint-i-sis anys, els més joves del món en afrontar-la sense assistència. La parella caminà sense xerpes ni portejadors: «Ho fem per falta de diners i perquè ens agrada tenir la llibertat de dormir i menjar on vulguem».
L'any 2021, Unanue es convertí en la primera persona a creuar tot Europa amb una bicicleta de bambú en completar la travessia de 7.094 km en 142 dies des de Punta de Tarifa, el racó més meridional del continent, fins al Cap Nord noruec, per a conscienciar sobre el canvi climàtic.